# سعدان
سعدان یک سرده از نخستی سانان است که در دورهٔ الیگوسن می زیسته است و به نسب مشترک میمونان بر قدیم و کپی ها مربوط است که در مجموع راست‌بینیان نامیده می شوند. سنگوارهٔ آن در غرب عربستان سعودی، نزدیک مکه  در فوریهٔ سال ٢٠٠٩ میلادی پیدا شد.

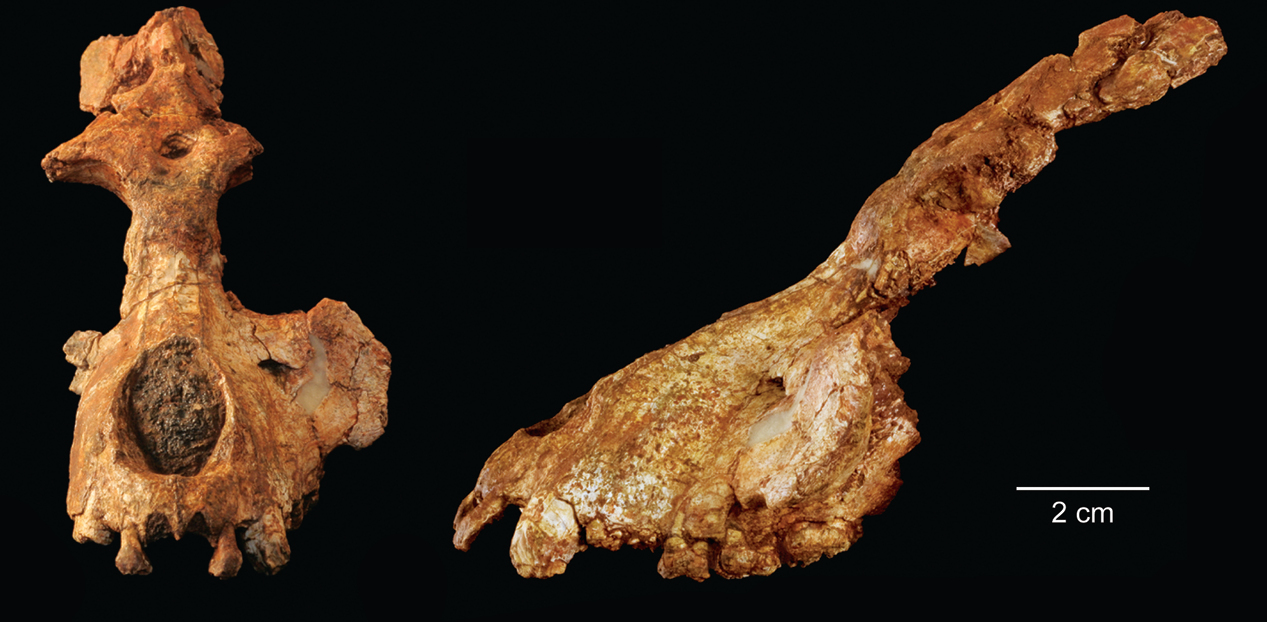
نمای جلو و کناری سعدان حجازی